# Spinomantis aglavei
Spinomantis aglavei е вид жаба от семейство Мадагаскарски жаби (Mantellidae). Видът не е застрашен от изчезване.

## Разпространение и местообитание
Разпространен е в Мадагаскар.
Обитава гористи местности, блата, мочурища и тресавища в райони с тропически и субтропичен климат.

## Описание
Популацията на вида е намаляваща.